# Сайрен
Сайрен (англ. Syren) настоящее имя Корина Милладо (англ. Corina Millado, род. 21 мая 1971, Филиппины) — американская порноактриса, лауреатка премии XRCO Award.

## Биография
Родилась 21 мая 1971 года на Филиппинах. Воспитывалась отцом в Азии. В Азии работала в журнале. Изучала актёрское и театральное мастерство в Гавайском Университете.
Карьеру в порноиндустрии начала в ноябре 1997 года, в возрасте 26 лет, с фильма Pandora. Работала в таких крупных компаниях, как Vivid, Wicked, VCA, Spice, Playboy, Penthouse и Hustler. В 2001 году получила премии AVN Awards и XRCO Award в номинациях «лучшая лесбийская сцена». Также была номинирована на AVN Awards как лучшая актриса.
В 2002 году сделала перерыв в съёмках, но затем вернулась к работе. Снималась в эротических фильмах и шоу для кабельных каналов.
В 2003 году снялась в триллере Sinful Deeds («Греховные дела»), который был выпущен непосредственно на DVD. Кроме этого, снялась в четырёх эпизодах сериала The Best Sex Ever («Лучший секс всех времен») в роли Шивы. Снялась в нескольких телевизионных эротических фильмах для таких компаний, как MRG Entertainment, Mainline Releasing и American Independent Productions.
В 2005 году снялась в первой хардкорной сцене после перерыва для фильма The Vampire Chronicles («Хроники вампиров») Дрю Берримор.
Описывает себя как эксгибициониста. Любимый режиссёр — Джеймс Авалон. Любит джаз, театр и танцы живота.
Ушла из индустрии в 2011 году, снявшись в 78 фильмах.

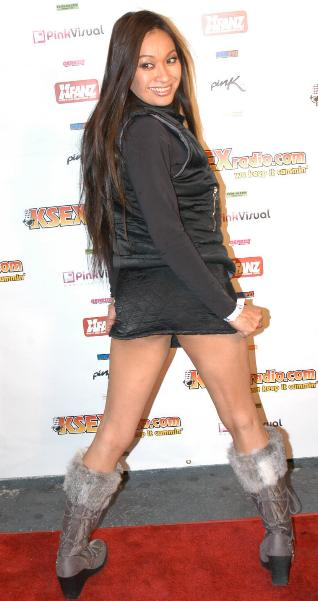
Сайрен, 2 декабря 2006 г.

## Награды и номинации
- 2000 XRCO Award — лучшая лесбийская сцена, за Les Vampyres[7] — победа
- 2001 AVN Awards — лучшая лесбийская сцена, за Les Vampyres[8][9] — победа
- 2001 AVN Awards — лучшая актриса, за Les Vampyres — номинация

## Избранная фильмография

### Порнографические фильмы
- 1998: Heartache
- 1998: Vortex
- 1998: The Good, the Bad & the Wicked
- 1998: Babes Illustrated 7
- 1998: Pandora
- 1998: Special Delivery
- 2000: Les Vampyres
- 2001: Taboo 2001
- 2004: All Natural Beauties
- 2004: Dangerous Sex Games
- 2004: Young Girls’ Fantasies 6

### Эротические фильмы
- 2003: Sinful Deeds
- 2006: Ghost in a Teeny Bikini
- 2006: Bikini Girls from the Lost Planet
- 2006: Naked Players
- 2007: Super Ninja Doll
- 2008: Voodoo Dollz
- 2008: Tarzeena: Jiggle in the Jungle